# Yūsaku Ueno
Yūsaku Ueno (jap. 上野 優作, Ueno Yūsaku; * 1. November 1973 in der Präfektur Tochigi) ist ein ehemaliger japanischer Fußballspieler und heutiger Trainer.

## Karriere

### Spieler
Ueno erlernte das Fußballspielen in der Schulmannschaft der Mooka High School und der Universitätsmannschaft der Universität Tsukuba. Seinen ersten Vertrag unterschrieb er 1996 bei Avispa Fukuoka. Der Verein spielte in der höchsten Liga des Landes, der J1 League. Für den Verein absolvierte er 110 Erstligaspiele. 2000 wechselte er zum Ligakonkurrenten Sanfrecce Hiroshima. 2001 wechselte er zum Zweitligisten Kyōto Purple Sanga. 2001 wurde er mit dem Verein Meister der J2 League und stieg in die J1 League auf. 2002 gewann er mit dem Verein den Kaiserpokal. Für den Verein absolvierte er 65 Spiele. 2003 wechselte er zum Zweitligisten Albirex Niigata. 2003 wurde er mit dem Verein Meister der J2 League und stieg in die J1 League auf. Für den Verein absolvierte er 105 Spiele. 2006 wechselte er zum Ligakonkurrenten Sanfrecce Hiroshima. Für den Verein absolvierte er 21 Erstligaspiele. Im Juni 2007 wechselte er zum Drittligisten Tochigi SC. Für den Verein absolvierte er 47 Spiele. Ende 2008 beendete er seine Karriere als Fußballspieler.

### Trainer
Ueno begann seine Trainerkarriere im Februar 2010 als Co-Trainer beim Zweitligisten Tochigi SC. Das Amt hatte er bis Saisonende 2012 inne. Anschließend war er bei Tochigi Leiter der Nachwuchsabteilung sowie Trainer der U18-Mannschaft. Von Saisonbeginn 2015 bis Anfang September 2015 war er wieder Co-Trainer bei Tochigi. Einen Monat später unterschrieb er einen Vertrag bei den Urawa Red Diamonds. Hier war er von Oktober 2015 bis April 2018 Co-Trainer bei der U18-Mannschaft. Anfang April 2018 wurde er kurzzeitig Co-Trainer der ersten Mannschaft. Ende April 2018 übernahm er für ein Jahr die Leitung der Nachwuchsabteilung. Von Mai 2019 bis Saisonende 2020 hatte er wieder das Amt des Co-Trainers bei den Urawa Reds inne. Im Februar 2021 wurde er Co-Trainer der Japanischen Fußballnationalmannschaft. Hier saß er 30-mal mit dem Trainer Hajime Moriyasu auf der Bank. Zu Beginn der Saison 2023 nahm ihn der Drittligist FC Gifu als Cheftrainer unter Vertrag.

## Erfolge

### Spieler
Kyōto Purple Sanga
- Japanischer Pokalsieger: 2002

Sanfrecce Hiroshima
- Japanischer Pokalfinalist: 2007